# Transplatine
Le transplatine, ou trans-diamminedichloroplatine(II), est un complexe ammine de platine de formule chimique trans-PtCl2(NH3)2. Il s'agit d'un solide jaune peu soluble dans l'eau mais facilement soluble dans le N,N-diméthylformamide. C'est l'isomère trans du cisplatine, anticancéreux largement utilisé en oncologie, mais, contrairement à ce dernier, le transplatine est bien moins actif. L'existence de ces deux isomères a conduit le chimiste suisse Alfred Werner à proposer pour cette molécule une géométrie plane carrée ; le transplatine a une symétrie D2h.

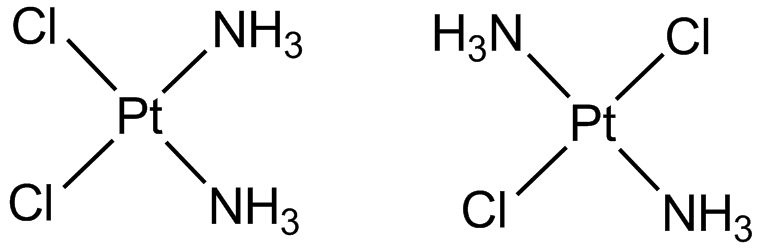
Cisplatine à gauche, transplatine à droite.

On peut obtenir ce complexe en traitant [Pt(NH3)4]Cl2 avec de l'acide chlorhydrique.
De nombreuses réactions de ce complexe peuvent être expliquées par l'effet trans. Il s'hydrolyse lentement en solution aqueuse pour donner le complexe aqua mixte trans-[PtCl(H2O)(NH3)2]Cl. De même, il réagit avec la thiourée SC(NH2)2, notée « tu » sous forme de ligand, pour donner du trans-[Pt(tu)2(NH3)2]Cl2 incolore ; en revanche, l'isomère cis donne [Pt(tu)4]Cl2. L'addition oxydante de chlore donne du trans-PtCl4(NH3)2.
Le transplatine est bien moins utile en chimiothérapie que le cisplatine, mais la substitution de l'ammoniac par d'autres ligands a conduit à des médicaments bien plus efficaces et qui ont fait l'objet de recherches actives.